# Boissonneaua flavescens
El colibrí colihabano (Boissonneaua flavescens), también denominado colibrí chupasavia (en Colombia), colibrí de cabeza dorada, colibrí cabecidorado (en Venezuela), coronita colianteada (en Ecuador) o diadema cola anteada,es una especie de ave apodiforme de la familia Trochilidae (los colibríes) perteneciente al género Boissonneaua. Es nativo de regiones andinas del noroeste de América del Sur.

## Distribución y hábitat
Se distribuye a lo largo de la cordillera de los Andes desde el oeste de Venezuela (Mérida), por las tres cordilleras de Colombia y por la pendiente occidental hasta el centro de Ecuador (hasta Cotopaxi), en la pendiente oriental de los Andes de Ecuador apenas localmente en Napo.
Esta especie puede ser rara a localmente bastante común en sus hábitats naturales: las selvas húmedas montanas, bosques nubosos y pigmeos y sus bordes, pero también en áreas abiertas arbustivas en la alta zona subtropical o baja zona templada. Entre los 850 y 2800 m de altitud, preferentemente por encima de 1400 m s. n. m.

## Descripción
Mide 11,4 cm de longitud. El pico tiene 18 mm de largo. El plumaje del dorso y el pecho es verde brillante, que se hace resplandeciente en la corona y la garganta. El vientre es amarillento con discos verdes. En las alas las primarias son negruzcas. Bajo las coberteras de las alas el color es ante acanelado; las plumas del centro de la cola bronceadas y el resto de la cola color crema con puntas bronceadas.

## Vocalización
El macho realiza una vocalización, que es un repetitivo «chip». Generalmente este llamado es usado cuando el colibrí está posado en espacios abiertos del subdosel, a una distancia adecuada de otros colibríes, pero también se ha registrado en los alimentadores cuando hay presencia de múltiples colibríes.

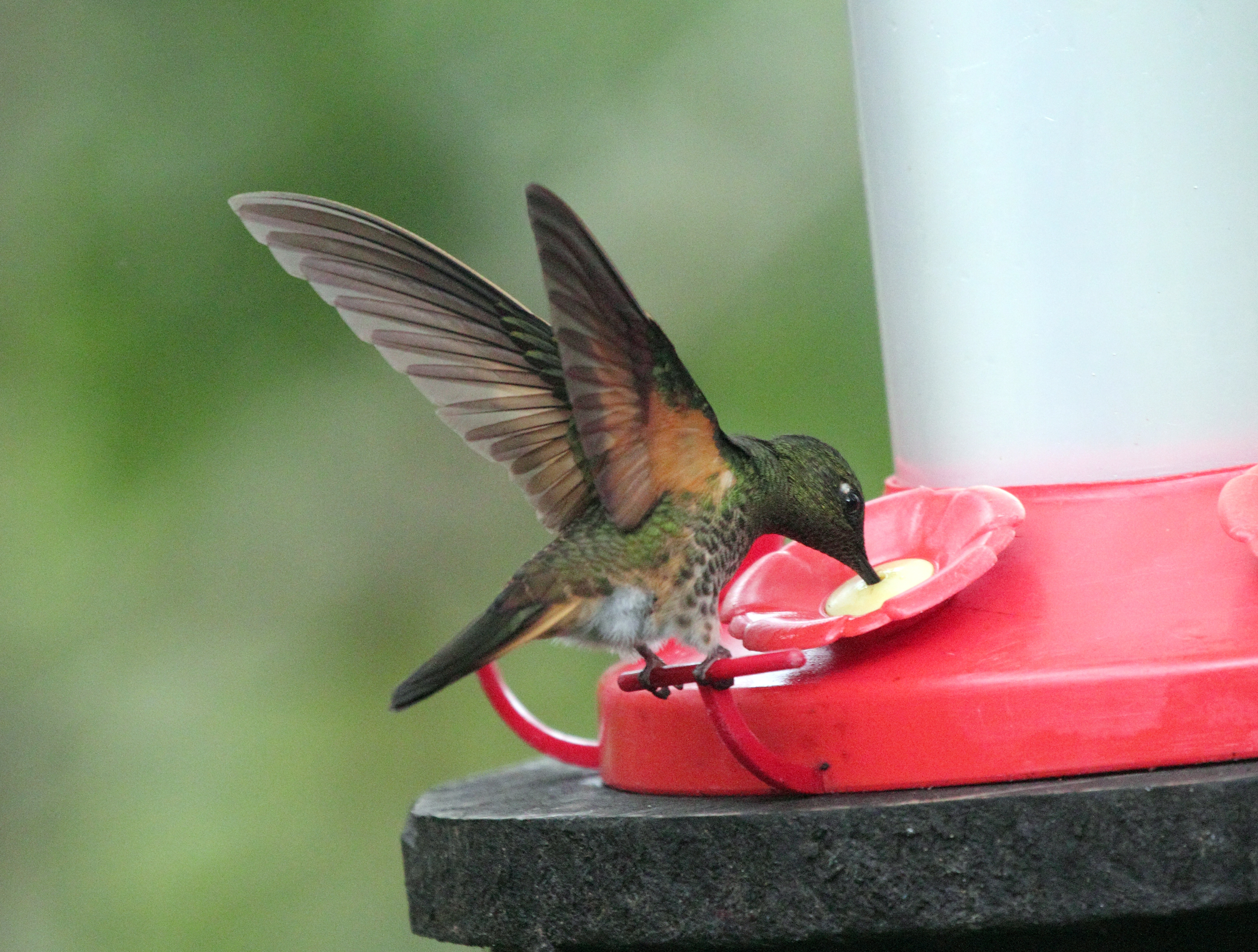
Un colibrí colihabano alimentándose en un comedor en Mindo, Ecuador

## Alimentación
Se alimenta de néctar de flores. Se aferra a las flores y coloca las alas en V cuando se alimenta, dejando por instantes de aletear, a veces colgándose de la flor. También captura insectos en vuelo. Usualmente se alimenta en el estrato medio, pero ocasionalmente es encontrado en el dosel. Las principales plantas visitadas son Cavendishia, Palicourea, Disterigma y Huilaea. Es territorial y belicoso.

## Sistemática

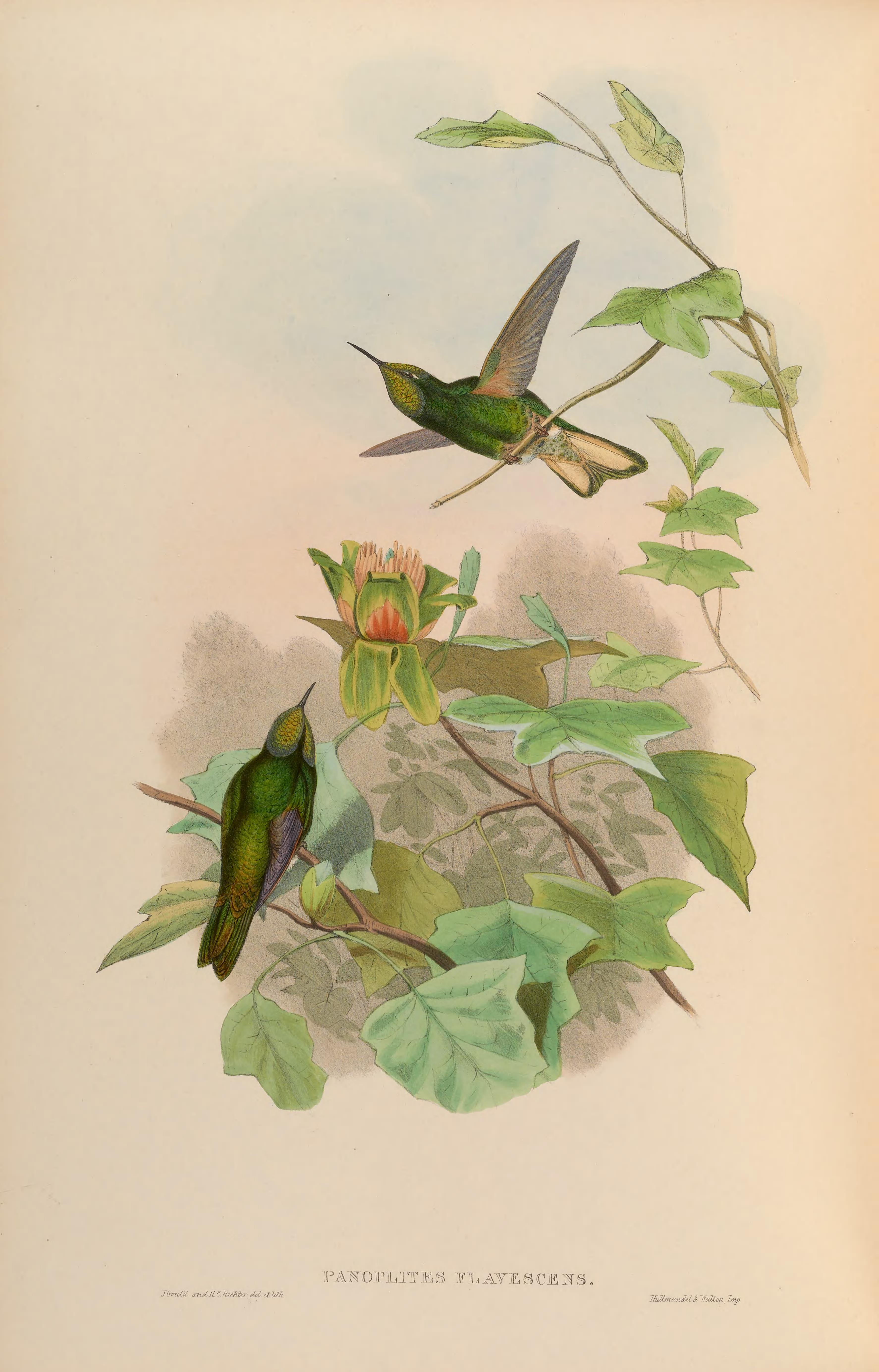
Panoplites flavescens sinónimo de Boissonneaua flavescens, ilustración de Gould y Richter en A monograph of the Trochilidae, or family of humming-birds 2, 1861.

### Descripción original
La especie B. flavescens fue descrita por primera vez por el ornitólogo británico George Loddiges en 1832 bajo el nombre científico Trochilus flavescens; su localidad tipo es: «Popayán, Colombia».

### Etimología
El nombre genérico femenino «Boissonneaua» conmemora al ornitólogo francés Auguste Boissonneau (1802–1883); y el nombre de la especie «flavescens», en latín significa ‘dorado amarillento’.

### Taxonomía
Se registraron híbridos de la presente especie con Heliodoxa imperatrix.

### Subespecies
Según las clasificaciones del Congreso Ornitológico Internacional (IOC) y Clements Checklist/eBird  se reconocen dos subespecies, con su correspondiente distribución geográfica:
- Boissonneaua flavescens flavescens (Loddiges), 1832 – Andes del oeste de Venezuela (Mérida) y las tres cordilleras de Colombia.
- Boissonneaua flavescens tinochlora Oberholser, 1902 – suroeste de Colombia y pendiente occidental de los Andes al sur hasta el centro de Ecuador (Cotopaxi), localmente en la pendiente oriental en Napo.